# Cerro Potosí
Le cerro El Potosí est la plus haute montagne de la sierra Madre orientale, dans le Nord-Est du Mexique. Cette montagne est située dans le Nuevo León, à 80 km au sud de Monterrey.